# Condado de Zubiría
El condado de Zubiría es un título nobiliario español creado por el rey Alfonso XIII en favor Tomás Zubiría e Ybarra, destacado industrial de Vizcaya, mediante real decreto del 27 de marzo de 1907 y despacho expedido el 24 de abril del mismo año.

## Condes de Zubiría
|                           | Titular                      | Periodo                   |
| Creación por Alfonso XIII | Creación por Alfonso XIII    | Creación por Alfonso XIII |
| ------------------------- | ---------------------------- | ------------------------- |
| II                        | Tomás Zubiría e Ybarra       | 1907-1932                 |
| II                        | Rafael Zubiría y Somonte     | 1932-1937                 |
| III                       | Manuel Zubiría y Somonte     | 1940-1949                 |
| IV                        | Juan Manuel Zubiría y Uhagón | 1951-2005                 |
| V                         | Manuel Zubiría y Aznar       | 2006-2019                 |
| VI                        | María Luz Zubiria y Aznar    | 2019-hoy                  |

## Historia de los condes de Zubiría

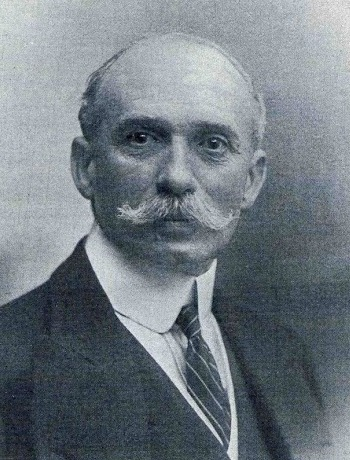
Tomás de Zubiría Ybarra, primer conde de Zubiría.

- Tomás de Zubiría Ybarra (Bilbao, 28 de julio de 1857-21 de septiembre de 1932), I conde de Zubiría, senador del reino, diputado a Cortes.[1]

Casó el 18 de agosto de 1888, en Bilbao, con María del Carmen Somonte y Basabe (m. 1952). Le sucedió su hijo:
- Rafael Zubiría y Somonte (Bilboa, 6 de febrero de 1894-Guecho, Vizcaya, 16 de junio de 1937), II conde de Zubiría.[1]

Sin descendencia. En 1940 le sucedió su hermano:
- Manuel Zubiría y Somonte (Bilbao, 25 de junio de 1896-Las Arenas, Vizcaya, 3 de julio de 1949), III conde de Zubiría.[1]

Casó en 1925 con María del Carmen Uhagón y Ceballos. El 14 de diciembre de 1951 le sucedió su hijo:
- Juan Manuel de Zubiría y Uhagón (Deusto, 10 de febrero de 1926-Las Arenas, 23 de abril de 2005[4]), IV conde de Zubiría.[1]

Casó el 2 de agosto de 1951, en Las Arenas, con Luz de Aznar e Ybarra (n. 1931). El 25 de octubre de 2006, previa orden del 18 de septiembre para que se expida la correspondiente carta de sucesión (BOE del 5 de octubre), le sucedió su hijo:
- Manuel María Zubiría y Aznar (14 de noviembre de 1953[4]-Santander, 11 de enero de 2019[6]), V conde de Zubiría.

El 8 de julio de 2019, previa orden del 13 de junio para que se expida la correspondiente carta de sucesión (BOE del 2 de julio), le sucedió su hermana:
- María Luz Zubiria y Aznar, VI condesa de Zubiría.[3]